# Olszówka (Babin)

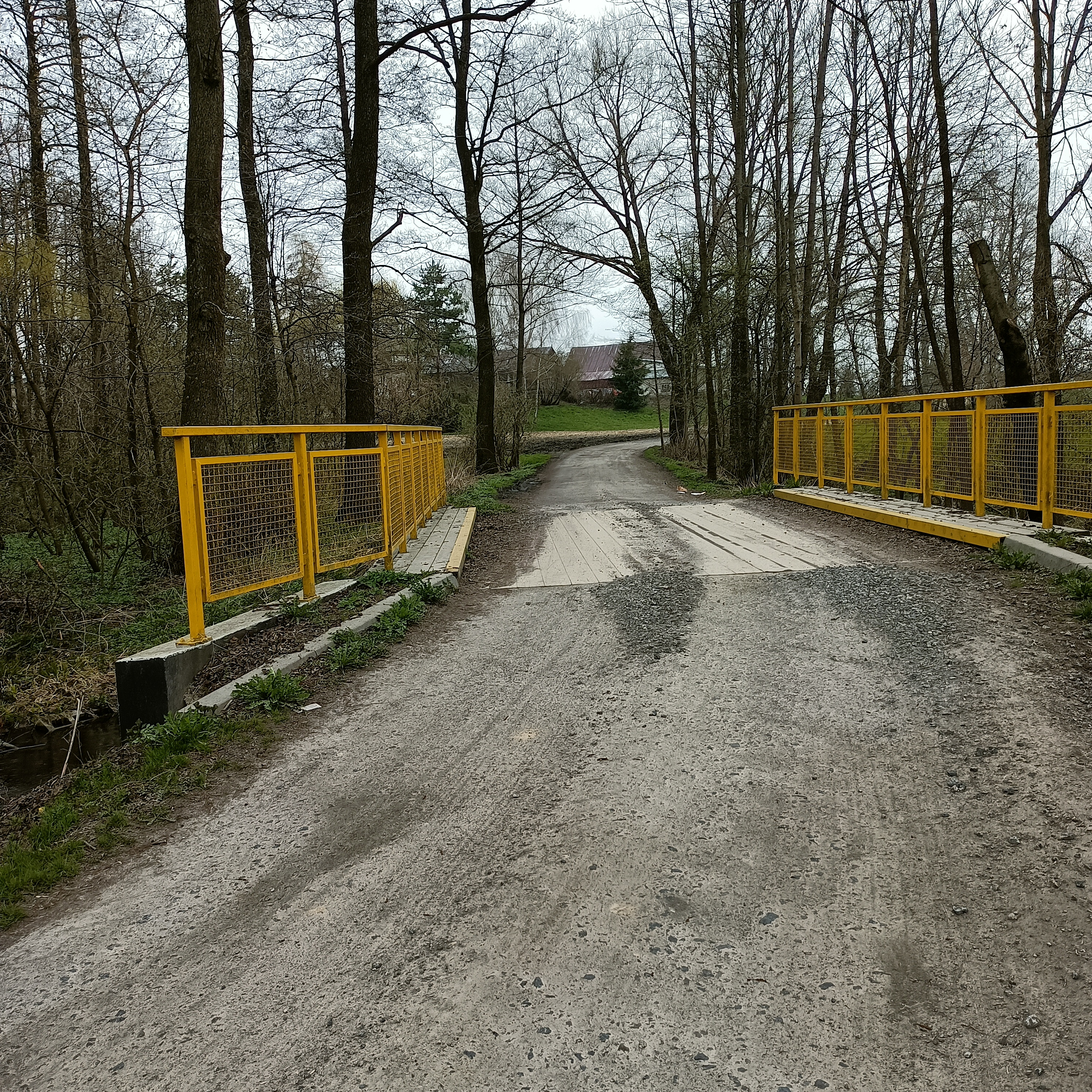
Most łączący Olszówkę z resztą wsi

Olszówka – część wsi Babin w Polsce, w województwie lubelskim, powiecie lubelskim, gminie Bełżyce.
W latach 1975–1998 miejscowość należała administracyjnie do województwa lubelskiego.
Olszówka leży na prawym brzegu Krężniczanki. W pobliżu znajduje się szkoła podstawowa.

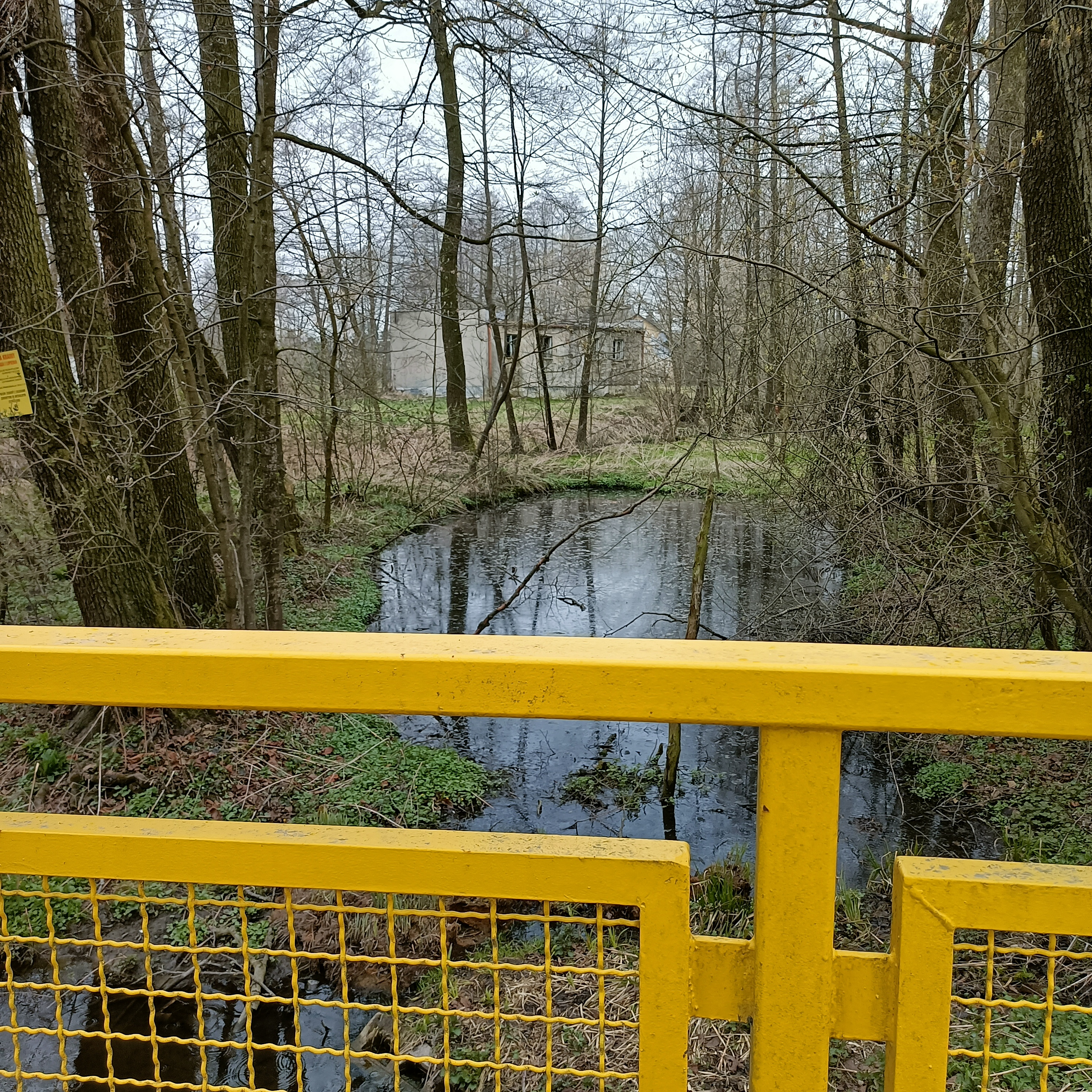
Krężniczanka